# Пирогова криниця
Джерело́ «Пирого́ва керни́ця» — джерело в долині річки Тернава, в межах міста Дунаївці Хмельницької області.

## Історія
Джерело «Пирогова керниця» відкрите на початку ХХ сторіччя місцевим мешканцем Олександром Львовичем (Леонтійовичем) Пироговим (1903-1968 рр.). З історії невідомі обставини пошуку, але з переказів родини Пирогових припускається, що об'єкт у ті часи був на території оселі чи домашнього господарства. До будівництва водопроводу в Дунаївцях місцеві мешканці користувалися трьома іншими криницями, які були на відстані понад 1 км від південної частини міста. Саме тому відкриття нового джерела води відіграло надзвичайно важливу роль у вирішенні питань водозабезпечення. Вода з «Пирогової керниці» відзначалася чистотою та високими смаковими якостями. Місце джерела використовувалося для багатьох господарських потреб, в тому числі тут прали одяг. Наприкінці ХХ ст. було прибране каміння для прання, і криниця стала виключно джерелом питної води та місцем відпочинку. 
У 2015 році громадською ініціативою та за підтримки членів родини Пирогових висунута пропозиція щодо присвоєння природоохоронного статусу гідрологічної пам'ятки природи, а також облаштування скверу «Пирогова керниця» задля збереження історичного вигляду та значення місцевості. Зразки води надано для проведення лабораторних досліджень до «Інституту колоїдної хімії та хімії води ім. А. В. Думанського» (м. Київ).

## Характеристика
Джерело підземних вод, що має науково-пізнавальне й естетичне значення. 
Нижче наведені дані зазначені в протоколі випробувань «Інституту колоїдної хімії та хімії води ім. А. В. Думанського» (м. Київ) від 02 вересня 2015 року. 
Відбір проб: проба води відібрана та надана на випробування 26.08.2015
Результати випробувань: аналіз води проведений 26.08.2015 — 02.09.2015.

## Результати хімічного дослідження (Таблиця 1)
| Найменування показників              | Результат вимірювань  | Вимоги НД, не більше  | Вимоги НД, не більше  | Позначення НД на метод випробувань |
| Найменування показників              | Результат вимірювань  | ДСанПіН 2.2.4-171-10  | ДСТУ 7525:2014        | Позначення НД на метод випробувань |
| Узагальнені показники                | Узагальнені показники | Узагальнені показники | Узагальнені показники | Узагальнені показники              |
| ------------------------------------ | --------------------- | --------------------- | --------------------- | ---------------------------------- |
| рН                                   | 7,15                  | 6,5-8,5               | 6,5-8,5               | [1]                                |
| Сухий залишок, мг/дм3                | 502                   | 1000 (200-500)        | 1000 (200-500)        | ГОСТ 18164                         |
| Жорсткість, мг-екв/дм3               | 8,2                   | 10,0                  | 7,0 (1,5-7,0)         | ГОСТ 4151                          |
| Окислюваність перманганатна, мгО/дм3 | 1,0                   | 5,0                   | 0,75                  | [1]                                |
| Лужність загальна, мг-екв/дм3        | 6,6                   | 6,5                   | 6,5 (0,5-6,5)         | [2]                                |
| Неорганічні показники                |                       |                       |                       |                                    |
| Залізо (заг), мг/дм3                 | <0,005                | 1,0                   | (<0,005)              | ГОСТ 4011                          |
| Нітрати, мг/дм3                      | 21                    | 50                    | 5                     | ГОСТ 18826                         |
| Нітрити, мг/дм3                      | <0,002                | 3,3                   | 0,02                  | ГОСТ 4192                          |
| Марганець, мг/дм3                    | 0,002                 | 0,5                   | (<0,001)              | [3]                                |
| Хлориди, мг/дм3                      | 27,2                  | 350                   | 150                   | ГОСТ 4245                          |

## Результати біотестування (Таблиця 2)
| Найменування показників                       | Результат вимірювань | Вимоги НД, не більше | Позначення НД на метод випробувань |
| Найменування показників                       | Результат вимірювань | ДСТУ 7525:2014       | Позначення НД на метод випробувань |
| --------------------------------------------- | -------------------- | -------------------- | ---------------------------------- |
| Гостра та хронічна токсичність риб, %         | 0                    | 0                    | ДСТУ 4074-2001                     |
| Гостра та хронічна токсичність церіодафнія, % | 20                   | 5                    | ДСТУ 41-74-2003                    |

## Туризм та відпочинок
«Пирогова керниця» розташована в долині річки, де збереглися старі насадження дерев та кущів. Затишна атмосфера сприяє проведенню тут відпочинку місцевими мешканцями та гостями міста. Також серед туристів місце використовується для короткочасної стоянки чи кемпінгу, а джерело слугує засобом поповнення запасів питної води.